# Mihaela Ciochină
Mihaela Ciochină (n. 1967) este o juristă română care ocupă în prezent funcția de judecător la Curtea Constituțională.
A absolvit Facultatea de Drept a Universității din București în 1992.
Între 19 ianuarie 2015 și 11 iunie 2022 a fost consilier al Președintelui României Klaus Iohannis.
Pe 9 mai 2022 a fost numită judecător la Curtea Constituțională pentru un mandat de 9 ani.